# Witte vlag

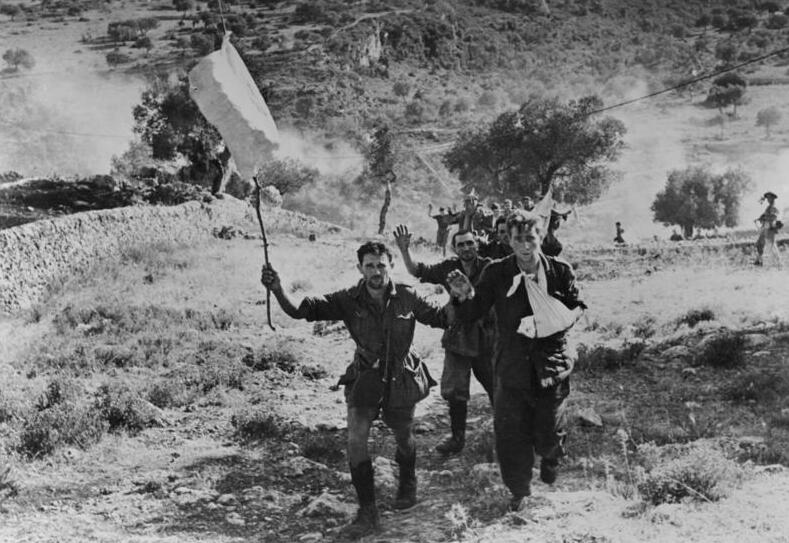
Italianen geven zich over onder bescherming van een witte vlag (Sicilië 1943)

De witte vlag is een internationaal symbool van vrede, wapenstilstand en overgave. Daarnaast is wit in een aantal landen een koninklijke kleur.

## Vlag van overgave
De vlag is vooral bekend als vlag van overgave. Soldaten die een witte vlag dragen of ermee zwaaien mogen niet worden aangevallen. Men verwacht van een persoon die de witte vlag draagt, dat hij neutraal blijft en niet tot oorlogshandelingen overgaat.
Misbruik van de witte vlag geldt als een oorlogsmisdaad. Voorbeelden zijn het onder het voeren van de witte vlag naar de vijand gaan en van dichtbij plotseling aanvallen, of dragers van de witte vlag aanvallen.
Vaak is een echte witte vlag niet beschikbaar en wordt er geïmproviseerd met iets wat voorhanden is: een tafellaken, zakdoek, ondergoed of iets anders.

## Vlag van onderhandeling
De oorspronkelijke betekenis van de witte vlag was dat de drager een onderhandelaar was en daarom niet mocht worden aangevallen. Omdat het meestal de zwakkere partij was die om onderhandelingen verzocht, verschoof de betekenis van de vlag naar overgave.

## Drinkwatervlag
Als de vlag op het achterschip wordt gehesen betekent dat in de zeehavens een vraag aan de waterboot om bij een binnenschip langs te komen om drinkwater te leveren. Werd hij in de voormast gehesen, dan betekende dat, in de tijd dat er nog geen mobiele telefoons waren of een marifoon aan boord was, in Rotterdam een vraag aan de Spido om iemand van boord naar de wal te brengen. 

## Koninklijke vlag
De witte vlag was tot 31 juli 1830 de vlag van het Koninkrijk Frankrijk; daarna is deze vervangen door de Tricolore. Ook in andere landen werd/wordt wit als koninklijke kleur gezien.

## Abbassiden
De Abbassiden namen de witte vlag aan, om zich af te zetten tegen de Omajjaden die een zwarte vlag voerden. 

## Taliban
De Taliban voerden de witte vlag als een symbool van reinheid. Na de verovering van Kabul en de uitroeping van het Islamitisch Emiraat Afghanistan, werd de witte vlag, voorzien van de shahadah, uitgeroepen tot nationale vlag.